# Världscupen i backhoppning 2012/2013
Världscupen i backhoppning 2012/2013 var den 34:e världscupsäsongen i backhoppning genom tiderna för herrar, och den andra för damer. Världscupen startade den 23 november 2012 i Lillehammer på såväl herr- som damsidan. Vinnaren på herrsidan blev Gregor Schlierenzauer, Österrike, och på damsidan Sara Takanashi, Japan.

## Tävlingskalender

### Individuellt, herrar
Källa:
| Omgång                                                                | Plats                                              | Disciplin                                          | Datum                                              | Etta                             | Tvåa                             | Trea                           | Källor               |
| --------------------------------------------------------------------- | -------------------------------------------------- | -------------------------------------------------- | -------------------------------------------------- | -------------------------------- | -------------------------------- | ------------------------------ | -------------------- |
| 1                                                                     | Lillehammer                                        | HS 100                                             | 24 november 2012                                   | Severin Freund                   | Thomas Morgenstern               | Anders Bardal                  | [ 2 ]                |
| 2                                                                     | Lillehammer                                        | HS 138                                             | 25 november 2012                                   | Gregor Schlierenzauer            | Anders Fannemel                  | Thomas Morgenstern             | [ 3 ]                |
| 3                                                                     | Kuusamo                                            | HS 142                                             | 1 december 2012                                    | Severin Freund                   | Dmitrij Vasiljev                 | Simon Ammann                   | [ 4 ]                |
| 4                                                                     | Sotji                                              | HS 106                                             | 8 december 2012                                    | Gregor Schlierenzauer            | Severin Freund                   | Andreas Kofler                 | [ 5 ]                |
| 5                                                                     | Sotji                                              | HS 106                                             | 9 december 2012                                    | Andreas Kofler                   | Richard Freitag                  | Andreas Wellinger              | [ 6 ]                |
| 6                                                                     | Engelberg                                          | HS 137                                             | 15 december 2012                                   | Andreas Kofler                   | Kamil Stoch                      | Gregor Schlierenzauer          | [ 7 ]                |
| 7                                                                     | Engelberg                                          | HS 137                                             | 16 december 2012                                   | Gregor Schlierenzauer            | Andreas Kofler Andreas Wellinger |                                | [ 8 ]                |
| Tysk-österrikiska backhopparveckan (30 december 2012-6 januari 2013)  |                                                    |                                                    |                                                    |                                  |                                  |                                |                      |
| 8                                                                     | Oberstdorf                                         | HS 137 (kväll)                                     | 30 december 2012                                   | Anders Jacobsen                  | Gregor Schlierenzauer            | Severin Freund                 | [ 9 ]                |
| 9                                                                     | Garmisch-Partenkirchen                             | HS 140                                             | 1 januari 2013                                     | Anders Jacobsen                  | Gregor Schlierenzauer            | Anders Bardal                  | [ 10 ]               |
| 10                                                                    | Innsbruck                                          | HS 130                                             | 4 januari 2013                                     | Gregor Schlierenzauer            | Kamil Stoch                      | Anders Bardal                  | [ 11 ]               |
| 11                                                                    | Bischofshofen                                      | HS 140 (kväll)                                     | 6 januari 2013                                     | Gregor Schlierenzauer            | Anders Jacobsen                  | Stefan Kraft                   | [ 12 ]               |
| Tysk-österrikiska backhopparveckan – slutställning                    | Tysk-österrikiska backhopparveckan – slutställning | Tysk-österrikiska backhopparveckan – slutställning | Tysk-österrikiska backhopparveckan – slutställning | Gregor Schlierenzauer            | Anders Jacobsen                  | Tom Hilde                      |                      |
|                                                                       |                                                    |                                                    |                                                    |                                  |                                  |                                |                      |
| 12                                                                    | Wisla                                              | HS 134                                             | 9 januari 2013                                     | Anders Bardal                    | Richard Freitag                  | Rune Velta                     | [ 13 ]               |
| 13                                                                    | Zakopane                                           | HS 134                                             | 12 januari 2013                                    | Anders Jacobsen                  | Anders Bardal                    | Kamil Stoch                    | [ 14 ]               |
| 14                                                                    | Sapporo                                            | HS 134                                             | 19 januari 2013                                    | Jan Matura                       | Tom Hilde                        | Robert Kranjec                 | [ 15 ]               |
| 15                                                                    | Sapporo                                            | HS 134                                             | 20 januari 2013                                    | Jan Matura                       | Robert Kranjec                   | Andreas Wank                   | [ 16 ]               |
| 16                                                                    | Vikersund                                          | HS 225                                             | 26 januari 2013                                    | Gregor Schlierenzauer            | Simon Ammann                     | Robert Kranjec                 | [ 17 ]               |
| 17                                                                    | Vikersund                                          | HS 225                                             | 27 januari 2013                                    | Robert Kranjec                   | Michael Neumayer                 | Gregor Schlierenzauer          | [ 18 ]               |
| 18                                                                    | Harrachov                                          | HS 205                                             | 3 februari 2013                                    | Gregor Schlierenzauer            | Robert Kranjec                   | Jan Matura                     | [ 19 ]               |
| 19                                                                    | Harrachov                                          | HS 205                                             | 3 februari 2013                                    | Gregor Schlierenzauer            | Jan Matura                       | Jurij Tepeš                    | [ 20 ]               |
| 20                                                                    | Willingen                                          | HS 145                                             | 10 februari 2013                                   | Avbruten p.g.a. vind             | Avbruten p.g.a. vind             | Avbruten p.g.a. vind           | Avbruten p.g.a. vind |
| 21                                                                    | Klingenthal                                        | HS 140 (kväll)                                     | 13 februari 2013                                   | Jaka Hvala                       | Tukt Takeuchi                    | Gregor Schlierenzauer          | [ 21 ]               |
| 22                                                                    | Oberstdorf                                         | HS 213 (skidflygning / kväll)                      | 16 februari 2013                                   | Richard Freitag                  | Andreas Stjernen                 | Gregor Schlierenzauer          | [ 22 ]               |
| Världsmästerskapen i nordisk skidsport 2013 (20 februari-3 mars 2013) |                                                    |                                                    |                                                    |                                  |                                  |                                |                      |
| 23                                                                    | Lahtis                                             | HS 130                                             | 10 mars 2013                                       | Richard Freitag                  | Anders Bardal                    | Severin Freund Anders Jacobsen | [ 23 ]               |
| 24                                                                    | Kuopio                                             | HS 127                                             | 12 mars 2013                                       | Kamil Stoch                      | Daiki Itō                        | Severin Freund                 | [ 24 ]               |
| 25                                                                    | Trondheim                                          | HS 140 (kväll)                                     | 15 mars 2013                                       | Kamil Stoch                      | Richard Freitag                  | Daiki Itō                      | [ 25 ]               |
| 26                                                                    | Oslo                                               | HS 134                                             | 17 mars 2013                                       | Gregor Schlierenzauer Piotr Żyła |                                  | Robert Kranjec                 | [ 26 ]               |
| 27                                                                    | Planica                                            | HS 215 (skidflygning)                              | 22 mars 2013                                       | Gregor Schlierenzauer            | Peter Prevc                      | Piotr Żyła                     | [ 27 ]               |
| 28                                                                    | Planica                                            | HS 215 (skidflygning)                              | 23 mars 2013                                       | Jurij Tepeš                      | Rune Velta                       | Peter Prevc                    | [ 28 ]               |

## Lagtävlingar

### Herrar
| Omgång | Plats      | Disciplin                  | Datum            | Etta                                                                       | Tvåa                                                                              | Trea                                                                       | Källor |
| ------ | ---------- | -------------------------- | ---------------- | -------------------------------------------------------------------------- | --------------------------------------------------------------------------------- | -------------------------------------------------------------------------- | ------ |
| 1      | Kuusamo    | HS 142, lag                | 30 november 2012 | Tyskland Andreas Wellinger Michael Neumayer Richard Freitag Severin Freund | Österrike Wolfgang Loitzl Manuel Fettner Gregor Schlierenzauer Thomas Morgenstern | Slovenien Robert Kranjec Jurij Tepeš Jaka Hvala Peter Prevc                | [ 29 ] |
| 2      | Zakopane   | HS 142, lag (kväll)        | 11 januari 2013  | Slovenien Jurij Tepeš Robert Kranjec Jaka Hvala Peter Prevc                | Polen Piotr Żyła Maciej Kot Krzysztof Miętus Kamil Stoch                          | Österrike Wolfgang Loitzl Andreas Kofler Thomas Morgenstern Stefan Kraft   | [ 30 ] |
| 3      | Willingen  | HS 145, lag (kväll)        | 9 februari 2013  | Slovenien Jurij Tepeš Jaka Hvala Peter Prevc Robert Kranjec                | Norge Rune Velta Tom Hilde Anders Bardal Anders Jacobsen                          | Tyskland Michael Neumayer Richard Freitag Andreas Wellinger Severin Freund | [ 31 ] |
| 4      | Oberstdorf | HS 213, lag (skidflygning) | 17 februari 2013 | Norge Anders Jacobsen Tom Hilde Anders Bardal Andreas Stjernen             | Österrike Stefan Kraft Wolfgang Loitzl Martin Koch Gregor Schlierenzauer          | Slovenien Jurij Tepeš Robert Kranjec Jaka Hvala Peter Prevc                | [ 32 ] |
| 5      | Lahtis     | HS 97, lag (kväll)         | 9 mars 2013      | Tyskland Andreas Wank Michael Neumayer Severin Freund Richard Freitag      | Norge Rune Velta Andreas Stjernen Anders Jacobsen Anders Bardal                   | Polen Maciej Kot Piotr Żyła Krzysztof Miętus Kamil Stoch                   | [ 33 ] |
| 6      | Planica    | HS 215, lag (skidflygning) | 23 mars 2013     | Slovenien Jurij Tepes Peter Prevc Andraz Pograjc Robert Kranjec            | Norge Rune Velta Kim Rene Elverum Anders Bardal Andreas Stjernen                  | Österrike Wolfgang Loitzl Stefan Kraft Martin Koch Gregor Schlierenzauer   | [ 34 ] |

### Mixad klass
| Omgång | Plats       | Disciplin   | Datum            | Etta  | Tvåa  | Trea    | Källor |
| ------ | ----------- | ----------- | ---------------- | ----- | ----- | ------- | ------ |
| 1      | Lillehammer | HS 100, lag | 23 november 2012 | Norge | Japan | Italien | [ 35 ] |

## Tävlingskalender – damer

### Individuellt
source:
| Omgång                                                                | Plats               | Disciplin | Datum            | Etta                           | Tvåa                       | Trea                                        | Källor |
| --------------------------------------------------------------------- | ------------------- | --------- | ---------------- | ------------------------------ | -------------------------- | ------------------------------------------- | ------ |
| 1                                                                     | Lillehammer         | HS 100    | 24 november 2012 | Sara Takanashi                 | Sarah Hendrickson          | Anette Sagen                                | [ 37 ] |
| 2                                                                     | Sotji               | HS 106    | 8 december 2012  | Sarah Hendrickson              | Sara Takanashi             | Anette Sagen                                | [ 38 ] |
| 3                                                                     | Sotji               | HS 106    | 9 december 2012  | Daniela Iraschko Coline Mattel |                            | Sara Takanashi                              | [ 39 ] |
| 4                                                                     | Ramsau am Dachstein | HS 98     | 14 december 2012 | Sara Takanashi                 | Coline Mattel              | Daniela Iraschko                            | [ 40 ] |
| 5                                                                     | Schonach            | HS 106    | 5 januari 2013   | Sara Takanashi                 | Evelyn Insam               | Daniela Iraschko Jacqueline Seifriedsberger | [ 41 ] |
| 6                                                                     | Schonach            | HS 106    | 6 januari 2013   | Anette Sagen                   | Daniela Iraschko           | Coline Mattel                               | [ 42 ] |
| 7                                                                     | Hinterzarten        | HS 108    | 12 januari 2013  | Sarah Hendrickson              | Sara Takanashi             | Coline Mattel                               | [ 43 ] |
| 8                                                                     | Hinterzarten        | HS 108    | 13 januari 2013  | Sara Takanashi                 | Sarah Hendrickson          | Jacqueline Seifriedsberger                  | [ 44 ] |
| 9                                                                     | Sapporo             | HS 100    | 2 februari 2013  | Coline Mattel                  | Jacqueline Seifriedsberger | Anette Sagen                                | [ 45 ] |
| 10                                                                    | Sapporo             | HS 100    | 3 februari 2013  | Jacqueline Seifriedsberger     | Anette Sagen               | Sarah Hendrickson                           | [ 46 ] |
| 11                                                                    | Zaō                 | HS 100    | 10 februari 2013 | Sara Takanashi                 | Jacqueline Seifriedsberger | Carina Vogt                                 | [ 47 ] |
| 12                                                                    | Zaō                 | HS 100    | 10 februari 2013 | Sara Takanashi                 | Jacqueline Seifriedsberger | Sarah Hendrickson                           | [ 48 ] |
| 13                                                                    | Ljubno              | HS 95     | 16 februari 2013 | Sara Takanashi                 | Sarah Hendrickson          | Coline Mattel                               | [ 49 ] |
| 14                                                                    | Ljubno              | HS 95     | 17 februari 2013 | Sara Takanashi                 | Coline Mattel              | Sarah Hendrickson                           | [ 50 ] |
| Världsmästerskapen i nordisk skidsport 2013 (20 februari-3 mars 2013) |                     |           |                  |                                |                            |                                             |        |
| 15                                                                    | Trondheim           | HS 105    | 15 mars 2013     | Sarah Hendrickson              | Sara Takanashi             | Jacqueline Seifriedsberger                  | [ 51 ] |
| 16                                                                    | Oslo                | HS 134    | 17 mars 2013     | Sarah Hendrickson              | Sara Takanashi             | Jacqueline Seifriedsberger                  | [ 52 ] |

### Fotnoter
1. ↑  ”FIS Ski Jumping World Cup 2012/13 – Men/Ladies”. FIS. Arkiverad från originalet den 7 januari 2013. https://web.archive.org/web/20130107151956/http://www.fis-ski.com/data/document/jp-wc_calendar-12-13_men-ladies3.pdf. Läst 30 maj 2012.
2. ↑  Men Lillehammer Small
3. ↑  Men Lillehammer Large
4. ↑  Men Kuusamo
5. ↑  Men Sochi Small 1
6. ↑  Men Sochi Small 2
7. ↑  Men Engelberg Large 1
8. ↑  Men Engelberg Large 2
9. ↑  Oberstdorf
10. ↑  Garmisch-Partenkirchen
11. ↑  Innsbruck
12. ↑  Men Bischofshofen
13. ↑  Men Wisla
14. ↑  Men Zakopane HS 134
15. ↑  Men Sapporo (1)
16. ↑  Men Sapporo (2)
17. ↑  Men Vikersund (1)
18. ↑  Men Vikersund (2)
19. ↑  Men Harrachov (1)
20. ↑  Men Harrachov (2)
21. ↑  Men Klingenthal
22. ↑  Men Oberstdorf
23. ↑  Men Lahti
24. ↑  Men Kupio
25. ↑  Men Trondheim
26. ↑  Men Oslo
27. ↑  Men Planica (1)
28. ↑  Men Planica (2)
29. ↑  Men Kuusamo Team
30. ↑  Men Zakopane Team
31. ↑  Men Willingen Team
32. ↑  Men Oberstdorf Team
33. ↑  Men Lahti Team
34. ↑  Men Plancia Team
35. ↑  Mixed Lillehammer
36. ↑  ”FIS Ski Jumping World Cup 2012/13 – Men/Ladies”. FIS. Arkiverad från originalet den 7 januari 2013. https://web.archive.org/web/20130107151956/http://www.fis-ski.com/data/document/jp-wc_calendar-12-13_men-ladies3.pdf. Läst 30 maj 2012.
37. ↑  Women Lillehammer
38. ↑  Women Sotji (1)
39. ↑  Women Sotji (2)
40. ↑  Women Ramsau
41. ↑  Women Schonach (1)
42. ↑  Women Schonach (2)
43. ↑  Women Hinterzarten (1)
44. ↑  Women Hinterzarten (2)
45. ↑  Women Sapporo (1)
46. ↑  Women Sapporo (2)
47. ↑  Women Zao (1)
48. ↑  Women Zao (2)
49. ↑  Women Ljubno (1)
50. ↑  Women Ljubno (2)
51. ↑  Women Trondheim
52. ↑  Women Oslo